# Расіна
Расіна (ест. Rasina) — село в Естонії, входить до складу волості Моосте, повіту Пилвамаа.

## Галерея

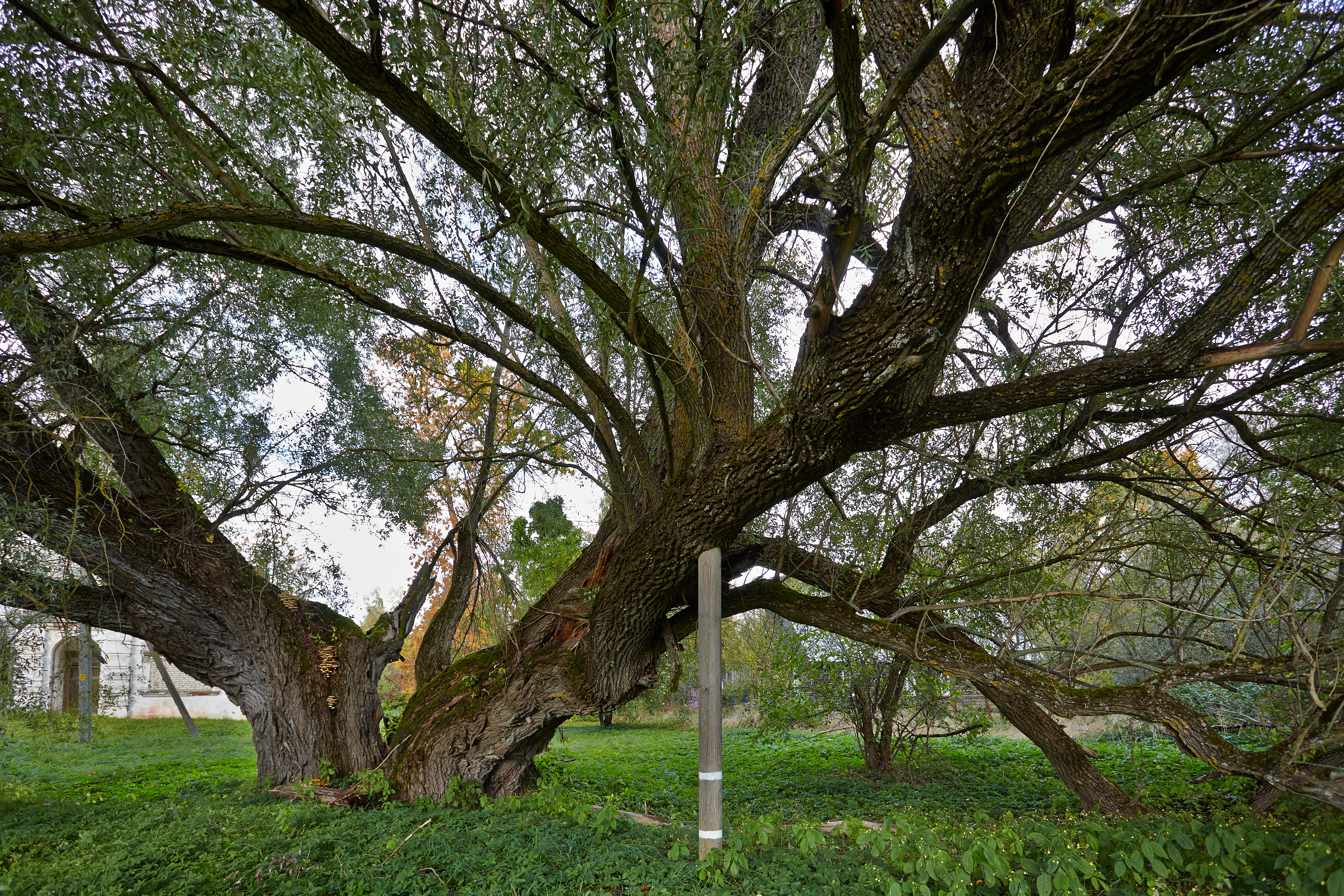
Верба